# Michael Peter (Hockeyspieler)
Michael Peter (* 7. Mai 1949 in Heidelberg; † 23. Oktober 1997 in Leimen) war ein deutscher Hockeyspieler und Olympiasieger. Er spielte insgesamt 262-mal für die deutsche Hockeynationalmannschaft.

## Karriere
Michael Peter spielte während seiner gesamten Karriere für den HC Heidelberg. 1971 wurde er mit seinem Verein deutscher Hallenmeister, 1982 errang er seinen einzigen Freiluft-Titel.
In der Nationalmannschaft debütierte er 1969. 1971 nahm er an der ersten Weltmeisterschaft in Barcelona teil und wurde mit der deutschen Mannschaft Fünfter. Ein Jahr später standen die Deutschen dem Weltmeister Pakistan im Endspiel der Olympischen Spiele 1972 in München gegenüber. Die Deutschen gewannen vor heimischem Publikum durch ein Tor von Michael Krause mit 1:0. Michael Peter bildete zusammen mit Mannschaftskapitän Carsten Keller die Innenverteidigung und spielte eine Art Libero, was ihm den Beinamen „Beckenbauer des deutschen Hockey“ eintrug.
In den kommenden Jahren war die deutsche Hockeymannschaft mit Michael Peter recht erfolgreich. Der Bronzemedaille bei der Weltmeisterschaft 1973 folgten der Halleneuropameistertitel 1974 und der Vizeeuropameistertitel 1974 im Feldhockey. Bei der Weltmeisterschaft 1975 gewann die deutsche Mannschaft erneut Bronze. 1976 wurde das Team erneut Halleneuropameister. Eher enttäuschend verliefen die Olympischen Spiele 1976, die deutsche Mannschaft belegte nur den fünften Platz. Nach einem vierten Platz bei der Weltmeisterschaft 1978 gewann das Team im gleichen Jahr bei der Europameisterschaft in Hannover den Titel. Nach dem Gewinn des dritten Halleneuropameistertitels 1980 war der Olympiaboykott 1980 ein herber Rückschlag in der Erfolgsbilanz des deutschen Hockeybundes.
Bei der Weltmeisterschaft 1981/1982 in Bombay erreichte die deutsche Mannschaft das Finale und unterlag dort der pakistanischen Auswahl mit 1:3. Nach Bronze bei der Europameisterschaft 1983 und dem vierten Halleneuropameistertitel 1984 nahm Michael Peter im Sommer 1984 zum dritten Mal an Olympischen Spielen teil. Im Finale von Los Angeles stand die deutsche Mannschaft wieder der Mannschaft Pakistans gegenüber. Nachdem die reguläre Spielzeit mit 1:1 geendet hatte, gelang Pakistan in der Verlängerung das 2:1. Michael Peter hatte zwölf Jahre nach seiner Goldmedaille auch eine olympische Silbermedaille gewonnen, er war der einzige aus dem 1972er Endspiel, der auch 1984 im Finale stand.
Nach den Spielen von Los Angeles beendete Peter seine internationale Karriere als amtierender Rekordnationalspieler. Er wurde in den nächsten Jahren von zwei Mannschaftskameraden von 1984 überholt, zuerst von Heiner Dopp, der dann von Volker Fried übertroffen wurde.